# Чанъи (Вэйфан)
Чанъи́ (кит. упр. 昌邑, пиньинь Chāngyì) — городской уезд городского округа Вэйфан провинции Шаньдун (КНР).

## История
Во времена империи Хань на этой территории находились уезды Дучан (都昌县), Мисян (密乡县), Пинчэн (平城县), Цзяоян (胶阳县), Сями (下密县). В конце существования империи Хань Дучан стал ареной сражений между правительственными войсками и повстанцами из числа «жёлтых повязок». При империи Тан эти земли вошли в состав уезда Бэйхай (北海县). При империи Сун в 962 году уезд Бэйхая был преобразован в Бэйхайский военный округ (北海军), а эти земли выделены в отдельный уезд Чанъи (昌邑县). После образования империи Мин уезд был в 1377 году присоединён к уезду Вэй (潍县), но в 1389 году воссоздан. В 1640 году земляные стены уездного центра были перестроены в каменные.
В годы войны с Японией партизаны, устанавливая контроль над отдельными территориями, создавали там свои органы власти, в результате чего структура правления не совпадала с довоенным административным делением. В мае 1944 года уезды Чанъи и Вэйбэй (潍北县) были объединены в уезд Чанвэй (昌潍县), но в июне 1945 года были разделены вновь. В августе 1945 года южная часть уезда была выделена в отдельный уезд Чаннань (昌南县). В 1948 году был создан Специальный район Чанвэй (昌潍专区), и эти уезды вошли в его состав. В 1956 году уезд Чаннань был воссоединён с уездом Чанъи. В 1967 году Специальный район Чанвэй был переименован в Округ Чанвэй (昌潍地区). В 1981 году Округ Чанвэй был переименован в Округ Вэйфан (潍坊地区).
В 1983 году округ Вэйфан был расформирован, а вместо него образован Городской округ Вэйфан. В 1994 году уезд Чанъи был преобразован в городской уезд, подчинённый непосредственно правительству провинции Шаньдун, которое делегировало управление им правительству городского округа Вэйфан.

## Административное деление
Городской уезд делится на 3 уличных комитета и 6 посёлков.

## Экономика
В районе активно развивается ветряная энергетика. 